# Frank Muller
Frank Muller   (Virgínia, 10 de setembre de 1862 - Virgínia, 19 d'abril de 1917) va ser un astrònom nord-americà. Va treballar juntament amb Ormond Stone i Francis Leavenworth. Va descobrir 83 objectes del New General Cataloguel i 13 objectes del IC.